# アンドレ＝ピエール・ジニャック
アンドレ＝ピエール・ジニャック（André-Pierre Gignac, 1985年12月5日 - ）は、フランス・ブーシュ＝デュ＝ローヌ県マルティーグ出身のサッカー選手。リーガMX・UANLティグレス所属。ポジションはFW。元フランス代表。

## 経歴

### クラブ

#### FCロリアン
地元のES Fos-sur-Merでキャリアをスタートさせ、5シーズン在籍した後にFCマルティーグの下部組織に移った。FCマルティーグでは約7年間プレーしたが、他クラブに売られそうになるとこれを拒否し、1000km以上も離れたブルターニュ地域圏のFCロリアンの下部組織に移った。2シーズンかけて各カテゴリーを昇格していき、2004-05シーズンにクリスティアン・グルキュフ監督率いるトップチームに到達した。
2004年8月13日、LBシャトールー戦 (2-1) の78分に途中出場してトップチームデビューを果たし、出場してすぐに決勝点を決めた。得点シーンは「ロナウドのようだ」と評され、続く試合でも控え選手の一番手として途中出場の機会を与えられた。10月29日のスタッド・ランス戦(4-1)ではシーズン2得点目を決め、この得点がシーズン最後の得点となった。スタッド・ランス戦の翌週のル・マンUC戦 (1-2) では初めて先発出場して70分までプレーした。
2005-06シーズンのロリアンは調子が良く、最終的には2位でリーグ・アン（1部）昇格を果たすが、ジニャックは2006年冬の移籍市場でフランスアマチュア選手権のポーFCにレンタル移籍したため、歓喜の瞬間には立ち会っていない。ロリアンでは半年間で1試合しか出場できなかったが、ポーFCではレギュラーポジションを得て、リーグ戦20試合に出場して8得点を挙げた。2得点を挙げたスポルティング・トゥーロン戦やハットトリックを達成したSOシャテルロー (SO Châtellerault) 戦で活躍を見せ、SOシャテルロー戦の1週間前のSOロモランタン (SO Romorantin) 戦 (1-1) では同点弾を決めている。
フォワードとしての自信を付けてFCロリアンに復帰し、2006-07シーズンはレギュラーに定着。シーズン開始当初の3試合は途中出場だったが、デュルビ・ドゥ・ラ・ブルターニュとなった4節のFCナント戦 (3-1) に先発出場すると、27分間でハットトリックを達成してグルキュフ監督に報いた。11月4日のオリンピック・マルセイユ戦では決勝点を挙げ、12月9日のCSスダン戦と12月17日のAJオセール戦では2試合連続得点を決めた。最終的にリーグ戦37試合に出場し、チーム最高の9得点を挙げた。

#### トゥールーズFC
2007-08シーズン
2007年6月25日、トゥールーズFCと4年契約を結んだ。しかし、ロリアンは移籍金450万ユーロでリールと合意に達し、選手本人もすでにリールとの仮契約を済ませていたことがすぐに明らかになった。それにも関わらず、トゥールーズはリールが提示した年俸の2倍以上をちらつかせ、ジニャックにリールとの仮契約を破棄させたことが明らかになった。トゥールーズはリールがジニャックと結んだ仮契約の合法性を指摘し、リールはトゥールーズが執った手段の倫理面の問題を指摘するなど、両クラブは言葉による戦争状態に陥った。最終的には、トゥールーズ移籍の正当性が法的に認められた。
UEFAチャンピオンズリーグ予選3回戦のリヴァプールFC戦で公式戦デビューし、65分に途中出場したが0-1で敗れた。2試合合計は0-5となり、大会からの敗退が決まった。10月4日、UEFAカップグループリーグのCSKAソフィア戦でヨハン・エルマンデルとの交代で出場すると、ロスタイムに得点してネイ (Nei) に許した先制点を帳消しにし、アウェーゴール差での勝ち抜けに貢献した。しかし同シーズンのリーグ戦ではクラブ同様失望のシーズンとなり、体重の問題で苦しんだこともあって、ジニャックは28試合に出場してわずか2得点に終わった。トゥールーズは降格圏からわずか勝ち点1差の17位でシーズンを終え、低迷の戦犯に挙げるメディアもあった。本来のセンターフォワードではなく右サイドハーフで起用されるなど、エリ・ボー監督の評価が低かったことも不振の原因であった。
2008-09シーズン

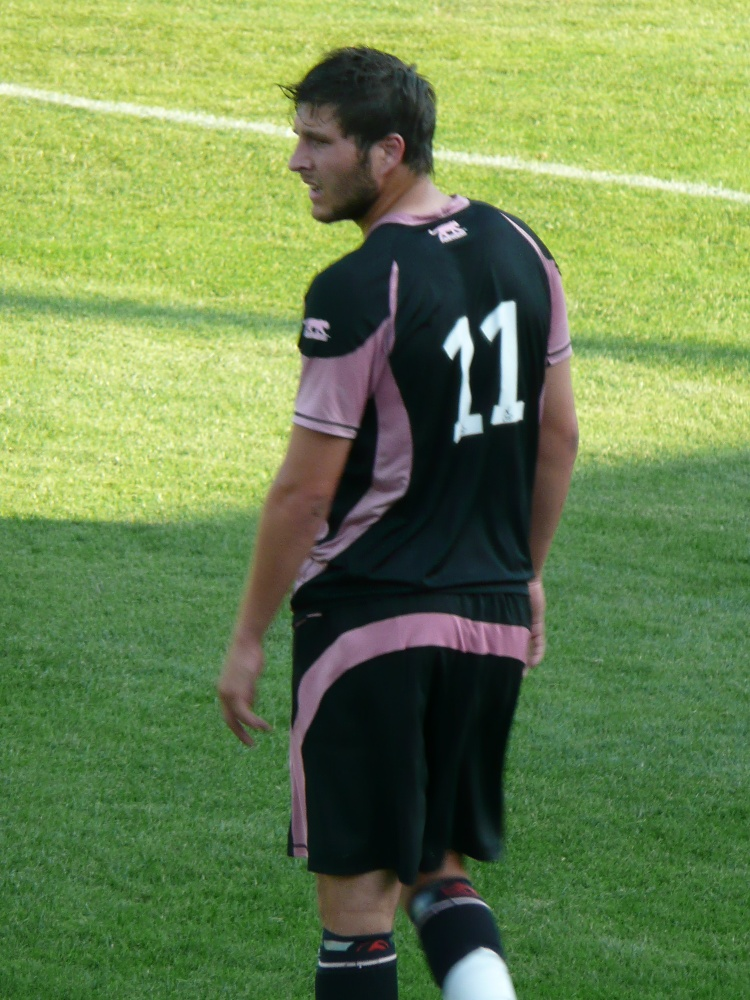
プレシーズンマッチでのジニャック（2008年）

2008年になるとエルマンデルがボルトン・ワンダラーズFCに移籍。それによってセンターフォワードのファーストチョイスとなり、その得点能力を開花させた。ル・アーヴルAC戦 (2-1) では88分に決勝点を挙げ、2008-09シーズン開幕から2試合目にして初得点を挙げた。その後も重要な得点をいくつも決めており、9月28日のヴァランシエンヌFC戦ではロスタイムに決勝点となる先制点を挙げ、FCソショー戦、グルノーブル・フット38戦、ASサンテティエンヌ戦、オリンピック・マルセイユ戦、OGCニース戦では1試合2得点を決めた。アラン・カサノヴァ新監督の信頼を得て前半戦のみで12得点を挙げ、前年度チーム得点王のエルマンデルが記録した11得点を早くも超えた。2009年3月7日のFCジロンダン・ボルドー戦ではジニャックの得点などで3-0で快勝したが、ボルドーは次の試合から13戦連続勝利で優勝を決めている。得点ペースは最後まで衰えず、最終的には24得点でリーグ・アン得点王を獲得した。2位のカリム・ベンゼマらに7得点差をつける独走で、その得点のほとんどが右足のシュートによるものだった。2008年9月と2009年3月にはリーグ月間最優秀選手賞を受賞し、シーズン終了後にはリーグのチーム・オブ・ザ・イヤーも受賞した。リーグ最優秀選手賞にもノミネートされたが、結局FCジロンダン・ボルドーのヨアン・グルキュフが受賞した。
2009-10シーズン
2009年夏にはオリンピック・リヨンから1500万ユーロのオファーを受けたが、クラブはこれを拒絶。しかし、ビッグクラブへの移籍を望んでいたジニャックは抗議のために練習をボイコットした。このほかにもプレミアリーグのアーセナルとマンチェスター・ユナイテッドFC、セリエAのユヴェントスとACミランに興味を示された。この年から背番号を10番に変更し、8月14日にはクラブとの契約を1年間延長して2013年までとした。
8月15日のASサンテティエンヌ戦 (3-1) でシーズン初得点を決め、5日後のUEFAヨーロッパリーグ予備予選トラブゾンスポル戦ファーストレグでは2得点して勝ちぬけに貢献した。同大会ではグループリーグのクラブ・ブルッヘ戦 (2-2) でも得点した。リーグ戦では7節まで無得点が続いたが、10月24日のRCランス戦 (2-0) でチームの2点目を決め、11月8日のスタッド・レンヌ戦では決勝点を決めた。12月10日のソショー戦 (2-0) では2得点を挙げ、2010年1月16日のヴァランシエンヌFC戦 (3-1) ではチームの全3得点をアシストした。春になると、負傷により大半の試合を欠場したが、2009-10シーズンもチーム得点王となった。シーズン終了後には、FCバルセロナへ移籍したダビド・ビジャの後釜としてバレンシアCFへの移籍が噂された。

#### オリンピック・マルセイユ
2010-11シーズン
2010年8月20日、オリンピック・マルセイユのジャン＝クロード・ダシエル会長はロイク・レミーの入団発表記者会見に先立ち、ジニャックの獲得が内定したことを明らかにした。日にメディカルチェックを受け5年契約を結んだ。移籍金は明らかにされていないが、1600万から1800万ユーロの間だと報じられている。背番号10番を受け取り、8月29日のボルドー戦でデビューした。移籍後初得点はデビューから2ヶ月後のASサンテティエンヌ戦 (1-1) であり、11月3日に行われたUEFAチャンピオンズリーグ、グループリーグのMSKジリナ戦 (7-0) ではハットトリックを達成した。しかし、前半戦は荒れたピッチコンディションに苦しみ、地元メディアやサポーターに批判され、かつてマルセイユの選手だったジャン＝ピエール・パパンには「ジニャックのプレーはとても退屈だ」と評されたが、本人は批判をもっともな意見だとし、以下のように切り返した。
ウィンターブレーク後には宣言を実践に移し、リーグ再開初戦となった2011年1月16日のFCジロンダン・ボルドー戦 (2-1) で得点を決めた。1月19日、リーグカップ準決勝のAJオセール戦 (2-0) ではチームの2点目を決め、決勝に進出した。2月5日のACアルル・アヴィニョン戦 (1-0) では決勝点を決め、翌週のソショー戦 (2-1) では2得点を挙げてUEFAチャンピオンズリーグ出場権獲得圏内復帰を果たした。最終的にはリーグ戦で30試合に出場して8得点、UEFAチャンピオンズリーグでは5試合に出場して3得点を挙げたが、エースとして期待されたほどの活躍はできず、シーズン終盤戦は左サイドハーフに追いやられた。
2011-12シーズン
フラムFCのマルティン・ヨル監督によると、移籍期限の2011年8月31日にフラムFCへの移籍で合意間近であったが、マルセイユ側が移籍に合意しなかった。11月24日、チャンピオンズリーグ・オリンピアコスFC戦でスタメンを外されたことを知り、指揮官であるデシャンに激怒。この試合には出場したが後日リザーブチーム行きを宣告された。その後も出場機会には恵まれず、21試合でわずか1得点に終わった。
2012-13シーズン
2年間あまりに不甲斐ない出来だったが、監督がトゥールーズFC時代にも一緒だったエリ・ボーになると、ボー監督は負傷が長引いていたロイク・レミーに代わってジニャックをトップに起用し、レギュラー奪取に成功。すると、開幕から4試合で3ゴールを挙げるなど期待に応え、見放されていたファンからも徐々に信頼を得た。また、第9節のパリ・サンジェルマンFCとのル・クラスィクでは相手のズラタン・イブラヒモヴィッチとジニャックの両エースが共に2ゴールを挙げた。

#### ティグレス
2015年6月20日、マルセイユを契約満了となるシーズン終了後、メキシコのリーガMX・UANLティグレスに加入することが発表された。移籍初年度は39試合で28得点を記録し、MVPと得点王を獲得した。
2020年2月29日、リーグ後期8節でプーマスUNAM戦でハットトリックを達成した。11月23日のデポルティーボ・トルーカ戦で、FKを決め、リーグでの通算ゴールを125とし、ヨーロッパ出身の選手としてはリーグ戦最多ゴール記録を樹立した。CONCACAFチャンピオンズリーグ決勝のロサンゼルスFC戦で決勝ゴールを決め、大会優勝に貢献、同大会ではトータル6ゴール2アシストの活躍で、大会得点王と最優秀選手賞を受賞した。北中米カリブ海王者として臨んだFIFAクラブワールドカップ2020では、準々決勝で2ゴール、準決勝で1ゴールを決めて、チームを勝利へと導き、同大会において北中米カリブ海勢初の決勝進出に貢献した。
2021年2月27日、クラブとの契約を2024年まで延長した。
2023年2月4日、クラブとの契約を2025年まで延長した。

### 代表
フランスのアンダー代表経験はない。母方の祖母はアルジェリア人であり、アルジェリア代表でプレーする資格も持っていたが、フランス代表を選択。2009年3月20日、レイモン・ドメネク監督から2010 FIFAワールドカップ・ヨーロッパ予選・リトアニア戦に招集された。4月1日に行われたホームでのリトアニア戦 (1-0) で途中出場してデビューし、フランク・リベリーの決勝点をアシストした。8月12日の同予選・フェロー諸島戦 (1-0) ではワントップ気味のポジションで先発出場し、42分に代表初ゴールとなる決勝点を決めた。この試合では再三チャンスを演出し、セルビアとの首位争いにとどまった。10月10日にガンガンで行われたホームでのフェロー諸島戦 (5-0) では立て続けに2得点を決め、5-0で快勝した。ガンガンでの試合の4日後に行われたオーストリア戦 (3-1) では後半にティエリ・アンリとの交代で出場し、駄目押しとなる得点を決めた。
2010年5月11日には2010 FIFAワールドカップのための30人の代表候補に選ばれ、後に23人の出場メンバーに選ばれた。背番号11番を受け取り、ウルグアイとのグループリーグ初戦 (0-0) ではシドニー・ゴブとの交代で85分に途中出場した。グループリーグ最終戦の南アフリカ戦には先発出場したが、フランス代表は1-2で敗れて1分け2敗でグループリーグ敗退が決まった。
UEFA EURO 2016でも代表に選ばれた。
2021年6月25日、東京オリンピックに臨むフランスU-24代表にオーバーエイジ枠で招集された。初戦のメキシコ戦ではPKで1得点。南アフリカ戦ではハットトリックを達成するもチームはグループリーグ敗退となった。

## 人物

### 家族
南フランス、プロヴァンス＝アルプ＝コート・ダジュール地域圏のマルティーグに生まれた。父母ともにフランス人であるが、母親はアルジェリアにルーツを持つ。
既婚者であり、2007年6月20日に息子が生まれた。
フランス・フットボール誌のインタビューでロマにルーツを持つことを明らかにしているが、「僕はマヌーシュとともに育ち、妻がマヌーシュであるため、息子は自動的にマヌーシュとみなされる。僕の家族はキャラバンで生活し、市場で働いている。服が欲しかったら義母が売ってくれる。僕はときどき彼女に会いに行って露店の後ろに立っているよ」と発言している。
グルノーブル・フット38に所属するディフェンダーのジャック・アバルドナド、SMカーンに所属するウイングのヨアン・モロはそれぞれ従兄弟である。

## プレースタイル
本来のポジションはセンターフォワードだが、ウイングとしてもプレーできる。2010-11シーズンはオリンピック・マルセイユで左サイドハーフとしてプレーすることもあった。「力強く危険なストライカー」と表現され、空中戦に強みを発揮する。
1984年にフランスがUEFA欧州選手権で初優勝したときのメンバーであるドミニク・ロシュトーは、ジニャックに対して「彼はほとんどスペースを必要とせず、素早くシュートが打てる」と述べている。フランス代表のチームメイトであるティエリ・アンリは「彼は必要があればボールを持つ度にゴールを狙う、少し古い時代のストライカーを思い起こさせる。練習でも始終ゴールを強く望む、凄い選手だ」と語っている。

## 個人成績

### クラブでの出場記録
| クラブ                   | シーズン | 国内リーグ | 国内リーグ | 国内リーグ | 国内カップ | 国内カップ | 国内カップ | 欧州カップ | 欧州カップ | 欧州カップ | 通算 | 通算 | 通算     |
| クラブ                   | シーズン | 出場       | 得点       | アシスト   | 出場       | 得点       | アシスト   | 出場       | 得点       | アシスト   | 出場 | 得点 | アシスト |
| ------------------------ | -------- | ---------- | ---------- | ---------- | ---------- | ---------- | ---------- | ---------- | ---------- | ---------- | ---- | ---- | -------- |
| FCロリアン               | 2004-05  | 13         | 2          | 2          | 1          | 0          | 0          | 0          | 0          | 0          | 14   | 2    | 2        |
| FCロリアン               | 2005-06  | 1          | 0          | 0          | 0          | 0          | 0          | 0          | 0          | 0          | 1    | 0    | 0        |
| FCロリアン               | 2006-07  | 37         | 9          | 5          | 1          | 0          | 0          | 0          | 0          | 0          | 38   | 9    | 5        |
| 通算                     | 通算     | 51         | 11         | 7          | 2          | 0          | 0          | 0          | 0          | 0          | 53   | 11   | 7        |
| ポーFC                   | 2005-06  | 18         | 8          | 4          | 0          | 0          | 0          | 0          | 0          | 0          | 18   | 8    | 4        |
| 通算                     | 通算     | 18         | 8          | 4          | 0          | 0          | 0          | 0          | 0          | 0          | 18   | 8    | 4        |
| トゥールーズFC           | 2007-08  | 28         | 2          | 2          | 2          | 0          | 0          | 7          | 1          | 0          | 37   | 3    | 2        |
| トゥールーズFC           | 2008-09  | 38         | 24         | 5          | 5          | 1          | 0          | 0          | 0          | 0          | 43   | 25   | 5        |
| トゥールーズFC           | 2009-10  | 31         | 8          | 4          | 0          | 0          | 0          | 4          | 3          | 0          | 35   | 11   | 4        |
| トゥールーズFC           | 2010-11  | 1          | 0          | 0          | 0          | 0          | 0          | 0          | 0          | 0          | 1    | 0    | 0        |
| 通算                     | 通算     | 98         | 34         | 11         | 7          | 1          | 0          | 11         | 4          | 0          | 116  | 38   | 11       |
| オリンピック・マルセイユ | 2010-11  | 30         | 8          | 3          | 2          | 1          | 0          | 5          | 3          | 0          | 37   | 12   | 3        |
| オリンピック・マルセイユ | 2011-12  | 21         | 1          | 0          | 2          | 1          | 0          | 4          | 0          | 0          | 27   | 2    | 0        |
| オリンピック・マルセイユ | 2012-13  | 31         | 13         | 0          | 3          | 2          | 0          | 6          | 3          | 1          | 33   | 16   | 1        |
| オリンピック・マルセイユ | 2013-14  | 35         | 16         | 3          | 4          | 6          | 2          | 5          | 0          | 0          | 44   | 22   | 5        |
| 通算                     | 通算     | 117        | 38         | 9          | 11         | 10         | 2          | 20         | 6          | 1          | 148  | 54   | 12       |
| 通算                     | 通算     | 284        | 91         | 31         | 20         | 11         | 2          | 31         | 9          | 1          | 335  | 111  | 34       |

## 代表歴

### 出場大会
- フランス代表
  - 2010 FIFAワールドカップ

### 試合数
- 国際Aマッチ 36試合 7得点（2009年-2016年）[81][82]

| フランス代表 | 国際Aマッチ | 国際Aマッチ |
| 年           | 出場        | 得点        |
| ------------ | ----------- | ----------- |
| 2009         | 10          | 4           |
| 2010         | 6           | 0           |
| 2011         | 0           | 0           |
| 2012         | 0           | 0           |
| 2013         | 1           | 0           |
| 2014         | 4           | 1           |
| 2015         | 2           | 1           |
| 2016         | 13          | 1           |
| 通算         | 36          | 7           |

### 得点
| #  | 日時           | 場所         | 相手         | スコア | 結果 | 大会                                    |
| -- | -------------- | ------------ | ------------ | ------ | ---- | --------------------------------------- |
| 1. | 2009年8月12日  | トースハウン | フェロー諸島 | 0–1    | 0-1  | 2010 FIFAワールドカップ・ヨーロッパ予選 |
| 2. | 2009年10月10日 | ガンガン     | フェロー諸島 | 1-0    | 5-0  | 2010 FIFAワールドカップ・ヨーロッパ予選 |
| 3. | 2009年10月10日 | ガンガン     | フェロー諸島 | 2-0    | 5-0  | 2010 FIFAワールドカップ・ヨーロッパ予選 |
| 4. | 2009年10月14日 | サン＝ドニ   | オーストリア | 3-1    | 3-1  | 2010 FIFAワールドカップ・ヨーロッパ予選 |
| 5. | 2014年10月14日 | エレバン     | アルメニア   | 0–2    | 0-3  | 親善試合                                |
| 6. | 2015年11月13日 | サン＝ドニ   | ドイツ       | 2-0    | 2-0  | 親善試合                                |
| 7. | 2016年3月29日  | サン＝ドニ   | ロシア       | 2-0    | 4-2  | 親善試合                                |

## タイトル

### クラブ
オリンピック・マルセイユ
- クープ・ドゥ・ラ・リーグ (2) : 2010-2011, 2011-2012

UANLティグレス
- アペルトゥーラ (3) : 2015, 2016, 2017
- クラウスーラ (1) : 2019
- カンペオン・デ・カンペオーネス (3) : 2016, 2017, 2018
- カンペオーネス・カップ (1) : 2018
- CONCACAFチャンピオンズリーグ (1) : 2020

### 個人
- リーグ・アン 得点王 (1) : 2008-2009
- CONCACAFチャンピオンズリーグ 大会最優秀選手賞 (1) : 2020
- CONCACAFチャンピオンズリーグ 得点王 (1) : 2020
- FIFAクラブワールドカップ シルバーボール賞 (1) : 2020
- FIFAクラブワールドカップ 得点王 (1) : 2020